# فيشر أميس
فيشر أميس هو محامي وسياسي أمريكي، ولد في 9 أبريل 1758 في ديدام في الولايات المتحدة، وتوفي في 4 يوليو 1808 في ماساتشوستس في الولايات المتحدة. نشط حزبياً في الحزب الفيدرالي الأمريكي. وقد انتخب عضو مجلس النواب الأمريكي ‏ عن دائرة Massachusetts's 1st congressional district ‏ (4 مارس 1789 – 3 مارس 1795) وانتخب عضو مجلس نواب ماساتشوستس ‏ وانتخب عضو مجلس النواب الأمريكي ‏ عن دائرة Massachusetts's 8th congressional district ‏ (4 مارس 1795 – 3 مارس 1797).

## وصلات خارجية
- فيشر أميس على موقع الموسوعة البريطانية (الإنجليزية)